# 7e armée (Empire ottoman)
Pour les articles homonymes, voir 7e armée.
La 7e armée ottomane est une grande unité de l'Armée ottomane active de 1877 au début du XXe siècle et de 1917 à 1918. Elle a opéré en Arabie et au Levant. Son chef le plus connu a été Mustafa Kemal, futur Atatürk.

## Création en Arabie du Sud
La 7e armée est créée en 1877 dans le vilayet du Yémen pour mettre fin à la dissidence des imams qasimides, imams de la branche zaïdite du chiisme, qui tenaient une principauté autonome dans l'intérieur du pays.
En 1908, la 7e armée comprend les unités suivantes :
- 13e division d'infanterie
- 14e division d'infanterie
- Un régiment de cavalerie
- Un régiment d'artillerie

## Reconstitution en 1917-1918

### Juillet - octobre 1917
La 7e armée est reconstituée pendant la Première Guerre mondiale en Orient pour la défense de la Syrie ottomane.
Du 5 juillet au 9 octobre 1917, son chef est Mustafa Kemal Pacha, futur Atatürk. Elle fait partie du Groupe d'armées Yildirim (en) commandé par le maréchal allemand Erich von Falkenhayn et qui comprend aussi la 6e armée ottomane commandée par Halil Pacha (Halil Kut).
En août 1917, la 7e armée comprend les unités suivantes :
- IIIe Corps
  - 24e division d'infanterie
  - 50e division d'infanterie
- XVe Corps
  - 19e division d'infanterie
  - 20e division d'infanterie
- Asien-Korps, corps allemand d'Orient commandé par le général Friedrich Kress von Kressenstein

### Octobre 1917 - août 1918

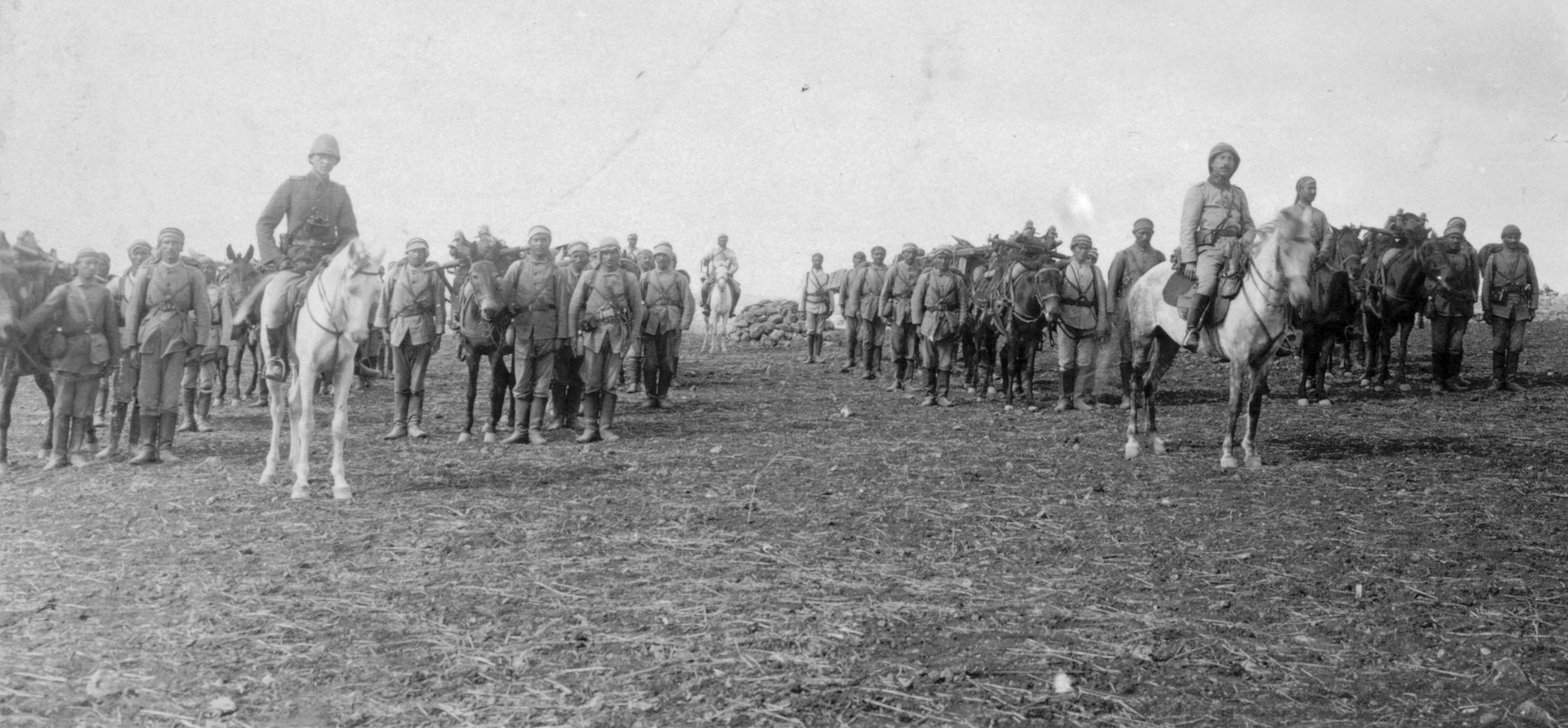
Compagnie de mitrailleurs ottomans près de Jérusalem, American Colony Photo Department, 1917

Du 9 octobre 1917 au 7 août 1918, le chef de la 7e armée est Mustafa Fevzi Pacha. Le Groupe d'armées Yildirim est réorganisé et la 8e armée remplace la 6e armée. L'ensemble du Groupe prend part à la bataille de Jérusalem et doit évacuer le sud de la Palestine.
En janvier 1918, la 7e armée comprend les unités suivantes :
- IIIe Corps
  - 1re division d'infanterie
  - 19e division d'infanterie
  - 24e division d'infanterie
- XVe Corps
  - 26e division d'infanterie
  - 53e division d'infanterie
- 3e division de cavalerie
- Asien-Korps

En juin 1918, elle comprend les unités suivantes :
- IIIe Corps
  - 1re division d'infanterie
  - 24e division d'infanterie
  - 3e division de cavalerie
- XVe Corps
  - 26e division d'infanterie
  - 53e division d'infanterie
  - 19e division d'infanterie
- Asien-Korps

### Août - novembre 1918
Du 7 août au 7 novembre 1918, le chef de la 7e armée est de nouveau Mustafa Kemal. Le Groupe d'armées Yildirim comprend les 7e, 8e et 4e armées.
En septembre 1918, la 7e armée comprend les unités suivantes :
- IIIe Corps (Ismet Bey)
  - 1re division d'infanterie
  - 11e division d'infanterie
- XVe Corps (Ali Fouad Pacha)
  - 26e division d'infanterie
  - 53e division d'infanterie

La 7e armée participe à la bataille de Megiddo (19-25 septembre 1918) après laquelle les Ottomans doivent évacuer la Palestine et la Syrie centrale.
Les restes de la 7e armée participent à la bataille d'Alep (1918), les 25 et 26 octobre 1918, qui entraîne la perte de ce qui reste de la Syrie ottomane.
Après l'armistice de Moudros (30 octobre 1918), la 7e armée est dissoute. En novembre 1918, sous le commandement provisoire d'Ali Fouad Pacha, elle comprenait les unités suivantes :
- IIIe Corps
  - 11e division d'infanterie
  - 24e division d'infanterie
- XXe Corps
  - 1re division d'infanterie
  - 43e division d'infanterie

## Sources
- (en) Cet article est partiellement ou en totalité issu de l’article de Wikipédia en anglais intitulé « Seventh Army (Ottoman Empire) » (voir la liste des auteurs) dans sa version du 3 février 2014.